# Symplocos glauca
Symplocos glauca är en tvåhjärtbladig växtart som först beskrevs av Carl Peter Thunberg och Johan Andreas Murray, och fick sitt nu gällande namn av Gen-Iti Koidzumi. Symplocos glauca ingår i släktet Symplocos och familjen Symplocaceae.

## Underarter
Arten delas in i följande underarter:
- S. g. epapillata
- S. g. koshunensis
- S. g. tashiroi